# Staccato

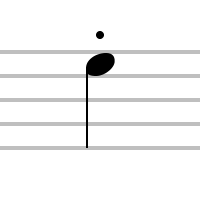
Figura 1. Staccato.

El staccato (en italiano, 'despegado, destacado'), abreviado como stacc., en la notación musical es un signo de articulación que indica que la nota se acorta respecto de su valor original y va separada de la nota que viene a continuación por un silencio.
La técnica interpretativa variará en función del instrumento musical que deba ejecutar el signo de articulación.

## Representación gráfica
Este signo de articulación puede aparecer representado en las partituras o partichelas de tres maneras diferentes:
1. La palabra staccato escrita sobre el pasaje que se tocará conforme a dicha articulación. Esta opción se suele emplear cuando la indicación afecta a un pasaje muy largo o bien a todo un movimiento de una pieza.
2. La abreviatura stacc. escrita encima de la nota o pasaje que se tocará conforme a tal indicación.
3. Un punto pequeño que se coloca por encima de la nota si la plica apunta hacia abajo y por debajo si la plica apunta hacia arriba. En el caso de las redondas que carecen de plicas, se actúa como si la tuviesen; de tal forma que el signo se colocará por encima o por debajo de la nota en función de su ubicación en el pentagrama. Por último, cuando las direcciones de las plicas son distintas el signo de articulación se dibuja siempre por encima. La ubicación del signo es en el siguiente espacio de la cabeza de la nota, tanto si la nota se encuentra en una línea como en un espacio del pentagrama.

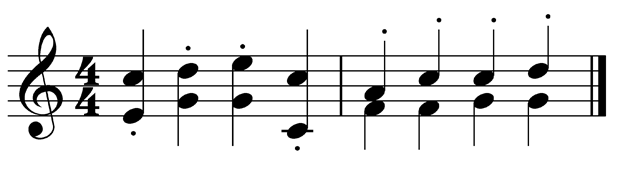
Figura 2. Ejemplos de staccato.

Cuando se escriben varias voces en un solo pentagrama, los signos de articulación se aplicarán las siguientes directrices. En el primer compás de la Figura 2 los pares de notas pertenecen a la misma voz puesto que se dibujan con una plica común. En ese caso el staccato se aplica a ambas notas de las parejas. Sin embargo, en el segundo compás aparecen otros pares de notas que se representan con plicas separadas, indicando que son dos voces diferentes y la articulación solo debe aplicarse a las notas de la voz superior.

### Evolución de la grafía
En la música del siglo XX, un punto situado por encima o por debajo de una nota indica que se debe tocar staccato y una cuña se utiliza para el más enfático staccatissimo. No obstante, antes de 1850 los puntos, guiones y cuñas eran propensos a tener el mismo significado. Aunque algunos teóricos de principios de 1750 distinguían diferentes grados de staccato mediante el uso de puntos y guiones. Con el guion indicaban una nota más corta y marcada mientras que con el punto una nota más larga y ligera. A finales del siglo XIX y principios del siglo XX se empezó a utilizar una serie de signos para discriminar los matices más sutiles del staccato. Estos signos incluyen combinaciones diferentes de puntos, guiones verticales y horizontales, cuñas verticales y horizontales, y otros similares, pero los intentos de estandarizar estos signos en general no tuvieron éxito. Sin embargo, esto no altera el ritmo de la música y el resto de tiempo asignado para cada nota en staccato se toca como silencio.

## Usos y efectos
Este signo ha sido descrito por los teóricos musicales y apareció en música desde el siglo XVIII. 
El staccato se considera la articulación opuesta al legato, que indica que las notas deben ser largas y continuas.  El staccato hace referencia a un tipo de articulación en la que las diferentes notas afectadas quedan separadas entre sí por unas pausas, que son inexistentes en la notación pero reales en la interpretación musical. Este signo se emplea solamente con figuras de negra o valores más cortos.
Por tanto, esta articulación no afecta a la intensidad del sonido sino a su duración. Se ejecutan tomando una parte de la duración real asignada a cada nota en la notación, que es sustituida por un silencio que acorta el valor del sonido. La idea es que entre la nota staccata y la siguiente se debe generar una cortísima pausa, que no afecta al ritmo global ni al volumen del sonido. 

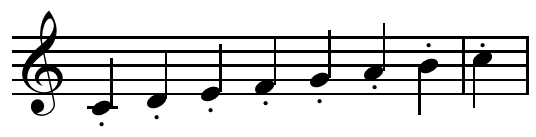
Figura 3. Escala diatónica en Do, staccato.

### Articulaciones combinadas
El significado de este signo puede verse afectado cuando aparece en conjunción con otras articulaciones. La naturaleza del staccato de articulación de duración hace que sea habitual su combinación con articulaciones de intensidad, situando en la partitura la de intensidad más alejada del pentagrama y la de duración más cerca de este y de la figura a la que afecta.
- Cuando aparece con un tenuto, se representa colocando el signo de staccato en vertical por encima o por debajo de la figura y el signo de tenuto justo a continuación. Tiene prácticamente el mismo significado que el staccato bajo una ligadura, es decir, no legato[10] o separado.
- Cuando aparece con un acento, se anota colocando el signo de staccato en vertical por encima o por debajo de la figura y el signo con forma de cuña horizontal del acento justo después.
- Cuando aparece con un marcato, se anota colocando el signo de staccato en vertical por encima o por debajo de la figura y el signo con forma de cuña vertical del marcato a continuación.

Sin embargo, con el staccatissimo no suele combinarse ya que tienen prácticamente la misma función.

## Diferenciación de signos similares
La articulación denominada staccato no debe ser confundida con otros signos musicales que puede presentar similitudes. 
- El picado: La Real Academia Española en su diccionario define el término Real Academia Española. «picado». Diccionario de la lengua española (23.ª edición). confundiéndolo con el italiano staccato. La RAE no incluye «staccato» por ser un vocablo extranjero y recomienda remplazarlo por el castellano «picado». Sin embargo, la interpretación de esta articulación no es algo cerrado y en cada época e incluso en cada intérprete puede haber diferencia o no entre ambos, y estos con el spiccato. Por su parte, algunos músicos entre los que se encuentran los argentinos, diferencian entre picado y staccato.

- El «picado» se representa como el punto de staccato pero por encima se le añade el signo de "mayor que" (>), que implica también una acentuación en la intensidad de la nota. Así pues, el picado supone la ejecución conjunta de staccato y sforzato.
- El «staccato» se escribe como un único punto sobre la figura y solamente modifica la duración del sonido, sin hacer variar la dinámica o intensidad de la nota.

- El staccatissimo es el superlativo del staccato. Se representa mediante un signo diferente y su efecto supone una ejecución más intensa del staccato.

- El puntillo también es un punto que acompaña a una nota, pero en la ubicación es diferente. El puntillo siempre se dibuja a la derecha de la nota, mientras que el staccato puede aparecer colocado por encima o por debajo de la cabeza de la nota.

|                   |
| Figura 4. Picado. |

|                          |
| Figura 5. Staccatissimo. |

|                     |
| Figura 6. Puntillo. |

## Técnicas interpretativas

### En música vocal
En el canto, el staccato se aplica para aprender el buen cierre de los labios vocales. También ayuda a que ejercitemos el diafragma a voluntad, ejercitándolo de manera constante y creando hábitos correctos en el momento de cantar.

### En instrumentos de cuerda frotada
Los instrumentos de cuerda frotada aplican una serie de técnicas con el arco para ejecutar las diferentes articulaciones. En este tipo de instrumentos cuando en cada nota se cambia la dirección del arco, las notas suenan separadas y por tanto se habla de notas separadas.
Un pasaje en staccato para cuerda se ejecutará preferiblemente efectuando las separaciones con rápidos movimientos de arco para cada nota en lugar de aplicar la técnica del pizzicato. Aunque, el pizzicato podría considerarse como una especie de efecto staccato. Un ejemplo de este uso es Jazz Legato / Jazz Pizzicato de Leroy Anderson. 
También hay una articulación intermedia llamada mezzo staccato o non-legato.

### En instrumentos de viento
Los instrumentos de viento generalmente articulan con la lengua o bien con el diafragma para ejecutar las separaciones que requiere el staccato. Existen diversas técnicas aplicables: 
- La técnica conocida como tonguing consiste en el uso de la lengua para interrumpir el flujo de aire en el instrumento.[8][12][13] En la mayoría de los casos la articulación preferida consiste en utilizar la punta de la lengua, como en la sílaba "dah". Sin embargo, los diversos tipos de articulación requieren diferente colocación de la lengua. Los pasajes suaves y ligados pueden requerir una articulación más cercana a la sílaba "la", mientras que las notas fuertes y marcadas pueden ser atacadas mediante una articulación similar a "tah".

- La aplicación del double-tonguing o doble tonguing puede ser necesaria cuando se requiere un gran número de articulaciones que se suceden rápidamente. La técnica del doble tonguing puede ser simulada mediante la repetición de las sílabas "dig" y "guh" en rápida sucesión. Otras posibilidades son las sílabas "tuh" y "kuh" o bien "tih" y "kuh", así como cualquier otra combinación de sílabas que utilice la punta de la lengua detrás de los dientes y luego la parte posterior de la lengua contra la parte posterior de la boca. El doble tonguing es una articulación empleada principalmente por instrumentistas de viento metal, aunque su uso por intérpretes de viento madera es cada vez más común.

- El doble staccato y el triple staccato son técnicas de interpretación con los instrumentos de viento. Estas técnicas consisten en articular de forma diferente con la lengua la primera y segunda notas de cada grupo de dos, así como las notas primera, segunda y tercera de cada grupo de tres, según se trate de un ritmo binario o ternario. Es una técnica especialmente indicada para pasajes en un tempo muy rápido.